# Кінний спорт на літніх Олімпійських іграх 2016 — командний конкур
Змагання з кінного спорту в командному конкурі на літніх Олімпійських іграх 2016 пройшли з 14 по 17 серпня на території Національного центру кінного спорту в районі Деодоро.

## Формат змагань
Загалом відбулось п'ять раундів конкуру. Другий і третій раунди увійшли до командного заліку. При визначенні місць до уваги бралась сума оцінок найкращих трьох вершників у команді у цих двох раундах. Для визначення володарів бронзових нагород відбулось перестрибування.

## Розклад
Час місцевий UTC–3
| Дата                | Час   | Стадія                  |
| ------------------- | ----- | ----------------------- |
| Неділя, 14 серпня   | 10:00 | Кваліфікація            |
| Вівторок, 16 серпня | 10:00 | Коло 1                  |
| Середа, 17 серпня   | 10:00 | Коло 2 Пере-стрибування |

## Результати
| Місце | Ім'я                                                                                                   | Коло 1    | Коло 1 | Коло 2    | Коло 2 | Загальний командний штраф | Пере-стрибування | Пере-стрибування | Пере-стрибування  | Пере-стрибування |
| Місце | Ім'я                                                                                                   | Штраф     | Штраф  | Штраф     | Штраф  | Загальний командний штраф | Штраф            | Штраф            | Час               | Час              |
| Місце | Ім'я                                                                                                   | Особ.     | Коман. | Особ.     | Коман. | Загальний командний штраф | Особ.            | Коман.           | Особ.             | Коман.           |
| ----- | --- | --------- | ------ | --------- | ------ | ------------------------- | ---------------- | ---------------- | ----------------- | ---------------- |
| 1     | Франція (FRA) Філіпп Розьє Кевін Стаут Роже-Ів Бост Пенелопа Лепревос                                  | 4 0 1 0   | 1      | 1 0 1 NS  | 2      | 3                         |                  |                  |                   |                  |
| 2     | США (USA) Кент Фаррінгтон Люсі Девіс Маклейн Ворд Бізі Медден                                          | 0 8       | 0      | 1 4 0 WD  | 5      | 5                         |                  |                  |                   |                  |
| 3     | Німеччина (GER) Даніель Дойссер Мередіт Майклс-Бербаум Лудгер Бербаум Крістіан Альман                  | 0 4       | 0      | 4 5 4 0   | 8      | 8                         | 0 NS             | 0                | 42.68 55.35 44.58 |                  |
| 4     | Канада (CAN) Янн Кандель Тіффані Фостер Ерік Ламаз Емі Міллар                                          | 0 4 5 0   | 4      | 4 0 12 0  | 4      | 8                         | 4 0 4 NS         | 8                | 44.24 44.81 43.06 |                  |
| 5     | Бразилія (BRA) Едуардо Менезеш Стефан де Фрейтас Барча Альваро де Міранда Нето Педро Венісс            | 0 DSQ 0   | 0      | 4 DSQ 4 5 | 13     | 13                        |                  |                  |                   |                  |
| 6     | Швейцарія (SUI) Яніка Шпрунгер Ромен Дюге Мартін Фукс Стів Герда                                       | 8 0 8     | 8      | 1 5 1     | 7      | 15                        |                  |                  |                   |                  |
| 7     | Швеція (SWE) Малін Бар'ярд Юнссон Педер Фредріксон Генрік фон Екерманн Рольф-Єран Бенґтссон            | 4 0 4     | 8      | 17 1 8 1  | 10     | 18                        |                  |                  |                   |                  |
| 8     | Нідерланди (NED) Єрун Даббелдам Майкел ван дер Влетен Гаррі Смолдерс Юр Врілінг                        | 0 EL      | 0      | 5 1 12 WD | 18     | 18                        |                  |                  |                   |                  |
| 9     | Катар (QAT) Хамад Аль-Аттія Алі Бін Халід Ель-Тані Алі Аль-Румайхі Бассем Хассан Мухаммед              | 5 4 1 4   | 9      |           |        |                           |                  |                  |                   |                  |
| 10    | Аргентина (ARG) Раміро Кінтана Бруно Пассаро Матіас Альбаррасін Хосе Марія Ларокка                     | 1 24 1 8  | 10     |           |        |                           |                  |                  |                   |                  |
| 11    | Іспанія (ESP) Пілар Лукреція Кордон Мануель Фернандес Саро Едуардо Альварес Аснар Серхіо Альварес Мойя | 8 4 EL 0  | 12     |           |        |                           |                  |                  |                   |                  |
| 12    | Велика Британія (GBR) Нік Скелтон Бен Маєр Майкл Вітекер Джон Вітекер                                  | 4 5 23    | 13     |           |        |                           |                  |                  |                   |                  |
| 13    | Україна (UKR) Кассіо Ріветті Ульрих Кирхофф Ференц Сентірман Рене Теббель                              | DSQ 4 9 1 | 14     |           |        |                           |                  |                  |                   |                  |
| 13    | Японія (JPN) Тосікі Масуі Дайсуке Фукусіма Рейко Такеда Тайдзо Сугітані                                | 12 1 12   | 14     |           |        |                           |                  |                  |                   |                  |
| 13    | Австралія (AUS) Метт Вільямс Скотт Кіч Едвіна Топс-Александер Джеймс Патерсон-Робінсон                 | 0 EL 5 9  | 14     |           |        |                           |                  |                  |                   |                  |